# Lei Geral da Educação (Chile)
A Lei Geral de Educação (Lei nº 20.370), por vezes chamada de LGE é a lei chilena que estabelece o marco regulatório da educação no Chile. Foi publicada no Diário Oficial em 12 de Setembro de 2009, durante o primeiro governo de Michelle Bachelet.
Esta norma legal foi promulgada em substituição à Lei nº 18.962, Lei Orgânica Constitucional da Educação de 1990. A LGE nasceu como uma resposta aos protestos escolares massivos que ocorreram em todo o país em abril de 2006, que clamavam pela reforma da educação pública no país. Para isso, foi constituído um Conselho Consultivo Presidencial de Educação, que propôs (entre várias medidas) uma lei para substituir a Lei Orgânica Constitucional da Educação (LOCE). Depois de recolher a opinião de vários atores relacionados ao processo educacional, o governo, juntamente com as duas grandes coalizões representadas no Congresso Nacional - a Aliança pelo Chile e a Concertación - chegou a um acordo sobre o assunto e enviou o projeto de lei ao parlamento em abril de 2007 para discussão. Dois anos depois, o projeto é aprovado pelas duas câmaras do Congresso Nacional, sendo promulgado como lei da República em 17 de agosto de 2009 e publicado em 12 de setembro do mesmo ano.